# Michelle Bachelet
Michelle Bachelet, właśc. Verónica Michelle Bachelet Jeria (wym. [beˈɾonika miˈtʃel βatʃeˈlet ˈxeɾja], ur. 29 września 1951 w Santiago) – chilijska polityk, prezydent Chile w latach 2006–2010 i ponownie w latach 2014–2018. W latach 2010–2013 dyrektor wykonawcza ONZ Kobiety.

## Życiorys
Jej przodkiem był Louis-Joseph Bachelet, enolog z Chassagne-Montrachet w Burgundii, który wyemigrował z Francji w 1869. Michelle Bachelet jest córką chilijskiego generała Alberto Bacheleta, który w 1973, po zamachu stanu Pinocheta, został osadzony w więzieniu pod zarzutem zdrady kraju. Poddawany torturom, zmarł w marcu następnego roku. W więzieniu (Villa Grimaldi) znalazła się również jej matka i sama Bachelet. Wypuszczone w 1975, zdecydowały się wyjechać do Australii. Wkrótce Michelle Bachelet wyjechała do NRD, gdzie uczyła się niemieckiego, a później kontynuowała, rozpoczęte jeszcze w Chile, studia medyczne na Uniwersytecie Humboldtów w Berlinie. W 1979 powróciła do ojczyzny, gdzie ukończyła studia medyczne i rozpoczęła praktykę lekarską. W latach 80. zaangażowała się ponownie w działalność na rzecz demokracji.

### Działalność polityczna
W 1990, gdy doszło do demokratycznych przemian w Chile, Bachelet rozpoczęła pracę w ministerstwie zdrowia. Pod koniec lat 90. zainteresowała się kwestiami obronności i rozpoczęła studia w Narodowej Akademii Studiów Politycznych i Strategicznych, uzupełniając je stypendium w amerykańskiej akademii wojskowej. Po powrocie do kraju w 1998 rozpoczęła pracę w chilijskim ministerstwie obrony. W tym samym czasie zaangażowała się również aktywnie w działalność Socjalistycznej Partii Chile, której członkiem jest od lat 70. XX wieku.
W marcu 2000 prezydent Ricardo Lagos powołał ją na stanowisko minister zdrowia. W lutym 2002, jako pierwsza kobieta w Chile i w Ameryce Łacińskiej, objęła stanowisko minister obrony narodowej. Stale wzrastająca popularność minister sprawiła, że została wybrana jako kandydatka centro-lewicowej koalicji Concertación de Partidos por la Democracia w zbliżających się wyborach prezydenckich.
W pierwszej turze wyborów uzyskała 45,9% głosów i zmierzyła się w drugiej turze z Sebastiánem Piñerą, kandydatem centroprawicowej partii Odnowa Narodowa. W drugiej turze w styczniu 2006 otrzymała 53,5% głosów i została pierwszą kobietą-prezydentem Chile. Urząd objęła 11 marca 2006 i pełniła przez cztery lata.
Mimo wysokiej popularności, nie mogła starać się o reelekcję w wyborach, które odbyły się 13 grudnia 2009, ze względu na fakt, iż chilijska konstytucja nie dopuszcza możliwości pełnienia funkcji prezydenta przez dwie kadencje z rzędu.
Do walki o urząd prezydencki stanęła ponownie w 2013. Omal nie wygrała już w I turze wyborów uzyskując 46,70% głosów. W II turze, w której jej przeciwniczką była Evelyn Matthei (córka gen. Fernando Matthei) zwyciężyła uzyskując 62,16% głosów. Był to pierwszy przypadek w historii Chile, gdy o prezydenturę ubiegały się dwie kobiety
Urząd prezydenta objęła ponownie 11 marca 2014 a zakończyła cztery lata później, oddając ponownie władzę swojemu poprzednikowi w latach 2010–2014 Sebastiánowi Piñerze.
W roku 2018 została powołana na stanowisko Wysokiego Komisarza Narodów Zjednoczonych do spraw Praw Człowieka, pełnienie tej funkcji zakończyła 31 sierpnia 2022.